# Яцковичи (Житомирская область)
Яцковичи (укр. Яцковичі) — село на Украине, находится в Овручском районе Житомирской области.
Код КОАТУУ — 1824286003. Население по переписи 2001 года составляет 218 человек. Почтовый индекс — 11100. Телефонный код — 4148. Занимает площадь 0,627 км².

## Адрес местного совета
11116, Житомирская область, Овручский р-н, с.Подрудье